# BRAB-220
BRAB-220 (ros. БРАБ-220) – radziecka bomba przeciwpancerna przeznaczona do zwalczania silnie umocnionych celów. Bomba tego typu mogła przebić do 15 cm stali, lub 180 cm żelbetu.